# نادي لوميزان
نادي لوميزان (بالإيطالية: F.C. Lumezzane V.G.Z. A.S.D.)‏ هو نادي كرة قدم إيطالي مقره الرئيسي في مدينة لوميزان ، في مقاطعة بريشيا. يلعب في الدوري الممتاز من  الدوري الإيطالي.